# Регіональний медичний центр гори Дабі
Регіональний медичний центр гори Дабі (спрощ.: 大别山区域医疗中心; ютпхін: Dàbiéshān Qūyù Yīliáo Zhōngxīn) — лікарняне містечко, розташоване в районі Хуанчжоу міста Хуанган в провінції Хубей. Спочатку це лікарняне містечко було побудоване як новий корпус для можливого переміщення центральної лікарні Хуангана, але його швидко перетворили на карантинний заклад після початку пандемії коронавірусної хвороби, яка виникла в Ухані.

## Історія
Будівництво нового лікарняного містечка почалося в 2013 році, а будівлі нового корпусу були завершені в 2016 році в рамках довгострокового проекту перенесення центральної лікарні Хуангана. Після цього проводилися ремонтні роботи та встановлення медичного обладнання, було повідомлено, що вони були в основному завершені в січні 2020 року. Планувалося, що корпус буде готовий до відкриття в травні 2020 року.
Однак внаслідок швидкого поширення коронавірусної хвороби в Ухані 24 січня 2020 року міська влада оголосила, що корпус буде швидко переобладнано для лікування хворих коронавірусною хворобою. Роботи з переобладнання корпусу розпочалися 25 січня 2020 року шляхом переобладнання порожнього приміщення за участі 500 будівельників, електриків і поліцейських. Роботи були завершені 28 січня 2020 року через 48 годин, і лікарня почала приймати хворих о 22:30.

## Загальний опис
Оригінальний проєкт лікарняного закладу був розрахований на 2000 місць. Як карантинний заклад під час пандемії COVID-19, корпус був переобладнаний на 1000 ліжок.